# 松下潤一郎
松下 潤一郎（まつした じゅんいちろう、2001年7月16日 - ）は、日本出身のラグビーユニオン選手。2025年現在ジャパンラグビーリーグワンに参戦する浦安D-Rocksに所属している。

## プロフィール
- 福岡県出身[1]。
- ポジションはフッカー(HO)。
- 身長 173 cm、体重 99 kg
- 愛称はじゅん、じゅんちゃん。
- U17日本代表に選ばれたことがある[2]。

## 来歴
2020年、筑紫高校卒業後、明治大学に入る。
2024年、アーリーエントリーで浦安D-Rocksに加入。同年12月22日に行われたJAPAN RUGBY LEAGUE ONE第1節カンファレンスA相模原ダイナボアーズ戦にて先発出場でリーグワン公式戦初出場を果たした。